# Витоша (булевард в София)
Вижте пояснителната страница за други значения на Витоша.
„Витоша“, по-известен като „Витошка“, е булевард, основна търговска зона и основна пътна артерия в центъра на София.
Булевардът започва от пл. „Света Неделя“, преминава през идеалния център на София, пресича се с еднопосочния бул. „Патриарх Евтимий“, продължава покрай западната страна на парка на НДК, пресича се с бул. „България“, преминава през ж.к. „Иван Вазов“ и свършва при Южния парк при кръстовището с ул. „Бяла Черква“.
В участъка между ул. „Алабин“ и бул. „Патриарх Евтимий“ булевардът е пешеходна зона, забранена за МПС-та, като се допуска само пресичане през перпендикулярните на „Витоша“ улици.
Бул. „Витоша“ е популярна с многобройните си магазини и заведения по нея. Според проучване на „Къшмън и Уейкфилд“ за 2005 г. „Витоша“ е 22-рата най-скъпа търговска улица в света. В същото проучване за 2012 и 2013 г. бул. „Витоша“ е на 59-о място.

## История
Преди Освобождението на България днешният бул. „Витоша“ е нерегулирана улица, носела името „Джебел Витош сокаги“. Сегашното наименование на улицата е прието през 1883 г. Основание за него е планината, към която води улицата и към която се открива гледка. Улицата е определена като булевард през 80-те години на XIX век. От 1901 до 1904 г. улицата се казва „Генерал Гурко“ – име, което днес носи друга софийска улица. Следват имената „Царица Йоана“ и „Йосиф Сталин“ до 1961 г., когато отново се връща името „Витоша“.
През 20-те години тук се изграждат първите жилищни блокове в града, на мястото на някогашните махали Башчешме и Коручешме.
На 28 септември 2006 г. общинските съветници решават да отворят частично Витошка за собственици на търговски обекти и живеещи в района. По булеварда продължават да вървят трамваи, дори когато улицата е била затворена за други МПС-та.
Трамвайният транспорт по пешеходната част на булеварда е спрян, тъй като под този участък преминава трасето на Втория метродиаметър на Софийското метро.
Спирката „бул. Витоша“ на градския транспорт, намираща се до Съдебната палата по ул. Алабин, се обслужва от трамваите 1, 10 и 27. 
Булевардът се обслужва от 4 метростанции: Метростанция Сердика (линии M1 и М4), метростанция „Сердика II“ (линия M2), Метростанция НДК (линия M2), „НДК II“ (линия M3).
От 3 март 2018 г. бул. „Витоша“ от ул. „Алабин“ до булевард „Александър Стамболийски“ става пешеходна зона. Така пешеходният участък на булеварда се свързва с площад Света Неделя. Автомобилното движение се забранява до Съдебната палата.